# Jean-François Bergier
Jean-François Bergier (Losanna, 5 dicembre 1931 – 26 ottobre 2009) è stato uno storico svizzero tra i più importanti, rinnovatore in particolare negli studi di storia alpina della seconda metà del Novecento..

## Biografia
Compie i suoi studi nelle università di Losanna, Monaco, Oxford e Parigi. Dopo aver ottenuto la license in Lettere all'Università di Losanna nel 1954 e il diploma di archivista e paleografo all'École nationale des chartes di Parigi (1957), consegue il titolo in scienze economiche all'Università di Ginevra nel 1963.
Durante la sua carriera ha insegnato, in qualità di professore ordinario o invitato, presso le università di Ginevra, l'Ecole Polytechnique Fédérale di Zurigo, l'Università di Paris-Sorbonne e di Friburgo. In particolare, è stato professore ordinario di storia economica e d'economia sociale all'Università di Ginevra (1963-1969), di histoire des civilisations a l'Ecole Polytechnique Fédérale di Zurigo (dal 1969), dove ha diretto l'Istituto di storia dal 1974 e dove è stato doyen della Sezione di Scienze Umane (1980-1982) e direttore del Dipartimento di scienze umane (1990-1991).
Dagli anni settanta si occupa di animare la ricerca anche attraverso le numerose cariche che ricoperte in società scientifiche, associazioni storiche, riviste scientifiche. Fra le più importanti ricordiamo che per l'Associazione internazionale di storia economica è stato segretario generale (1965-74), vicepresidente (1974-1982), presidente (1982-1986); è stato inoltre presidente della Société suisse d'histoire économique et sociale (1974-1982), presidente del Comitato scientifico dell'Istituto internazionale di storia economica "Francesco Datini" (Prato), presidente dell'Associazione internazionale della storia delle Alpi.
È stato infine redattore della Revue Suisse d'Histoire (1964-1979).

## Opera storiografica
La carriera di Jean-François Bergier è fondata su di una solida formazione di erudizione e conoscenza sulle fonti, ma anche sulla capacità di coniugare la storia locale a una prospettiva più ampia. Con la sua tesi, Genève et l'économie européenne de la Renaissance, rompe con le strettezze regionali e metodologici di tanti l'avori dell'epoca, per abbracciare e rilanciare un nuovo modo di fare storia.
Nonostante la grande conoscenza e importanza che conferisce agli avvenimenti, Jean-François Bergier è convinto della necessità di coniugare la demografia e l'economia nella storia sociale. Se fino alla fine degli anni sessanta, la storia della Svizzera era stata refrattaria alle esigenze epistemologiche delle scienze storica, Bergier si fa portatore dei nuovi fervori provenienti dall'oltralpe e, in particolare, dalla scuola delle Annales, grazie anche alla vicinanza con lo storico francese Fernand Braudel. Questa amicizia, però, non gli impedisce di andare oltre alcuni punti fermi della storiografia del suo maestro. Primo fra tutti vi era il giudizio pressoché erroneo dato dallo storico francese alla montagna come luogo povero, riserva di uomini e in costante debito nei confronti della civiltà di pianura.
Bergier, grazie ai suoi studi su Ginevra, sull'economia svizzera e sull'industrializzazione, permette di rivedere questo giudizio troppo perentorio. Nel 1979 si fece “promotore” di un movimento durante la giornata nazionale degli storici svizzeri e grazie a un numero speciale della Revue Suisse d'Histoire. Grazie a seminari e convegni, fu possibile ridefinire e ridiscutere temi ambientali, economici e sociali con riferimento alla storia delle Alpi, anche dal punto di vista simbolico e immaginario. In particolare si è aperta una riflessione sul ruolo che le Alpi hanno avuto nella storia europea, non rappresentando più una barriera insormontabile, ma un luogo d'incontro e convergenza di costumi e sensibilità diverse così come una risorsa economica sempre più importante dal punto di vista del paesaggio e dell'ambiente. Di questi temi Bergier è stato un profondo conoscitore, se si pensa al suo primo saggio Geographie de cols des Alpes à la fin du Moyen Age e ai successivi studi sui traffici alpini, del mondo alpino e, last but not least, sulla montagna immaginaria. In molti suoi lavori, Bergier rilancia in particolare l'idea del ruolo portante delle Alpi nella storia europea, divenendo la montagna - al di là dell'immagine di ostacolo insormontabile - non solo un collegamento fra oriente e occidente o fra meridione o settentrione, ma anche una zona di contatto, un incrocio di economie, società, idee. In altri termini, il mondo alpino partecipa alla penetrazione e circolazione di idee, favorendone la loro disseminazione, ma senza perdere la propria individualità e specificità.
Fra i temi da lui affrontati spiccano sicuramente quelli inerenti alla storia dei commerci e dei traffici che interessarono le Alpi. Gli aspetti maggiormente presi in considerazione toccano temi quali la geografia dei traffici (Bergier dividerà nettamente le tre aree: Alpi Occidentali, centrali e orientali), la tecnica della circolazione e quello più propriamente legato all'economia, ovvero le correnti commerciali alpine e transalpine. Un elemento di novità fu di mettere in evidenza come le Alpi non solo “ospitassero” (verrebbe da dire, passivamente) i commerci fra nord e sud, ma anche partecipassero attivamente, con i loro prodotti, alimentari e manifatturieri.
All'elemento più propriamente economico, Bergier legò problemi di carattere psicologico e sociale. Furono proprio gli aspetti psicologici relativi all'influenza della montagna a essere discussi, contribuendo a rivedere quell'idea di montagna mitica, proiezione di una natura dove erano riposti la libertà o il sublime. Montanari o forestieri, che attraversavano o vivevano le montagne, offrono testimonianze dirette di quella che lo storico svizzero chiamò efficacemente “montagne imaginaire”. Da un lato l'homo alpinus che mette in evidenza una forma mentis o una certa immobilità dovuta all'ambiente che lo circonda, contribuendo anche a sviluppare atteggiamenti di diffidenza verso i forestieri i quali non facevano parte delle abitudini e del genere di vita, non potendo neanche comprenderne valori e tradizioni. Dall'altro, invece, la visione dei viaggiatori forestieri, del tutto estranei all'ambiente che li circonda durante i loro percorsi, attaccato da una visione mista di profondo sbigottimento e di timore che strade, clima e calamità incutevano.
Più di ogni altro, Bergier fu convinto sostenitore della necessità di rendere la conoscenza accessibile a un pubblico ampio, offrendo sintesi magistrali quali ad esempio la Histoire économique de la Suisse.

## Opere

### Monografie
- Genève et l'économie européenne de la Renaissance, Paris, S.E.V.P.E.N., 1963, 519 p.
- Naissance et croissance de la Suisse industrielle, Berne, Francke, 1974, 170 p.
- Histoire économique de la Suisse, Paris, Colin, 1984 ISBN 260100441X
- Europe et les Suisses : impertinences d'un historien, Geneve, Editions Zoe, 1992, 179 p.
- Pour une histoire des Alpes, Moyen age et temps modernes, Aldershot, Ashgate, 1997 ISBN 0860786536
- Guillaume Tell, Paris, Fayard, 1988, 476 p. ISBN 2213021384 [tr. it.: Guglielmo Tell. L'esperienza e il mito della liberta di un popolo. Lugano, G. Casagrande, 1991] ISBN 88-7795-049-8
- Hermes et Clio : essais d'histoire economique. Lausanne Payot, 1984 ISBN 2601004436
- Une histoire du sel, Fribourg, Office du livre, 1982 ISBN 2130378218 [tr. it.: Una storia del sale, Venezia, Marsilio, 1984 ISBN 88-317-4738-X]

### Curatele
- (con Gauro Coppola) Vie di terra e d'acqua: infrastrutture viarie e sistemi di relazioni in area alpina (secoli 13.-16.), in Annali dell'Istituto storico italo-germanico in Trento. Quaderni; 72 ISBN 978-88-15-12308-4

### Articoli
- Commerce et politique du blé à Gènève aux 15. et 16. siècles, in Revue suisse d'histoire, t. 14, f. 4 (1964), pp. 521–550.
- Il 16. secolo segnò l'inizio di una nuova concezione dei salari? Suggerimenti per un'impostazione del problema, in Rivista storica italiana, a. 78, f. 2 (1966), pp. 431–438.

### Capitoli di libro
- Salaires des pasteurs de Genève au 16. siècle, in Mélanges d'Histoire du 16. siècle offerts à Henri Meylan, tomo 43 (1970), pp. 159–178.
- Genève, in Città, mercanti, dottrine nell'economia europea dal 4. al 18. secolo, Giuffrè, Milano Giuffrè, 1964, pp. 153–169.